# Jang So-yeon
Jang So-yeon (en hangul 장소연; nacida en Seúl el 28 de enero de 1980) es una actriz surcoreana, con una dilatada carrera como secundaria en numerosas películas y series de televisión surcoreanas.

## Datos biográficos
Nació en Seúl el 28 de enero de 1980. Se licenció en la Universidad Femenina de Sookmyung, con la especialización en lengua inglesa y china.
Empezó a actuar ya en la escuela secundaria, y rodó su primera escena en 1999. En sus primeros tiempos como actriz, alternaba pequeños papeles con otros trabajos, como el de empleada en una fábrica de teléfonos móviles, e incluso se trasladó brevemente a Canadá para trabajar como periodista. Sin embargo, regresó a Corea y se integró en una compañía teatral. Ocultó a su familia sus primeras actuaciones en cine, sabedora de que su padre se opondría a su carrera como actriz, y solo a partir de su debut en televisión con Behind the White Tower, cuando era ya imposible ocultarlo, lo confesó a los suyos.
En 2015 se informó de que tenía una relación con el también actor Kwak Do-won, compañero de reparto en las películas The Yellow Sea (2010) y Gokseong (2016); en esta última ella actuaba como su mujer. Ambos viajaron juntos a Francia para asistir al 69.º Festival Internacional de Cine de Cannes, donde la película estaba invitada. Sin embargo, la pareja se separó en 2017.

## Carrera
Su agencia de representación es Qro Holdings Management, con la que firmó un contrato en 2017.
Debutó en cine en 2001 con  un pequeño papel en la película Take Care of My Cat (고양이를 부탁해). Nacida como Seo Eun-jung, después de aparecer en el filme de 2002 Deseo (욕망) adoptó el nombre artístico de Jang So-yeon, el mismo que tenía su personaje en él.
Desde la película South of the Border (2006), en la que tuvo un pequeño papel, ha trabajado asiduamente con el director Ahn Pan-seok. Después de una corta carrera en cine y teatro, debutó en televisión con este mismo director en 2007, con el papel de la enfermera Yoo Mi-ra en la serie de MBC Behind the White Tower.
En 2014 actuó en la serie de JTBC Secret Love Affair, con el papel de Ahn Se-jin, la eficiente secretaria de la protagonista Oh Hye-won (interpretada por Kim Hee-ae).
En 2015 interpretó el papel de Kang Joo-hee en la serie de SBS The Village: Achiara's Secret, la mujer que con su rostro amable revela oscuros secretos y destruye así la paz en el pueblo.
En 2018 fue Kyung-Sun, la dueña de una franquicia de café cuya mejor amiga se enamora de su hermano menor, en la serie de JTBC Something in the Rain. Por este papel recibió el premio a la mejor actriz, el primero que ha recibido, en los Premios APAN Star. Ese mismo año asumió el papel de Kang Eun-sook en Cirujanos de corazón (SBS), una enfermera con más de veinte años de experiencia en cirugía.
En 2019 fue actriz de reparto en la serie Touch Your Heart, con el papel de Yang Eun-ji, una secretaria con diez años de experiencia que ayuda a la protagonista (interpretada por Yoo In-na) a trabajar como secretaria en un bufete de abogados. Ese mismo año protagonizó la película A History of Jealousy, donde interpreta a una mujer que revela a un grupo de amigos un terrible secreto de una amiga común, sin saber que esta lo está escuchando todo.

## Filmografía

### Películas
| Año  | Título                | Hangul           | Papel                          | Notas                                     | Ref.          |
| ---- | --------------------- | ---------------- | ------------------------------ | ----------------------------------------- | ------------- |
| 2001 | Take Care of My Cat   | 고양이를 부탁해  |                                |                                           |               |
| 2002 | Deseo                 | 욕망             |                                |                                           | [ 5 ]         |
| 2004 | Mr. Gam's Victory     | 슈퍼스타 감사용  | Mujer de Ho-bong               |                                           |               |
| 2004 | Red Eye               | 레드아이         | Joo-mi                         |                                           |               |
| 2005 | The Big Scene         | 박수칠 때 떠나라 |                                |                                           | [ 13 ]        |
| 2005 | Close to You          | 사랑니           |                                |                                           |               |
| 2005 | Inner Circle Line     | 내부순환선       | Hyeon                          |                                           |               |
| 2006 | Way to Go, Rose       | 달려라 장미      |                                |                                           |               |
| 2006 | South of the Border   | 국경의 남쪽      |                                |                                           | [ 1 ]         |
| 2006 | Seducing Mr. Perfect  | Mr. 로빈 꼬시기  |                                |                                           |               |
| 2007 | Unstoppable Marriage  | 못말리는 결혼    |                                |                                           |               |
| 2007 | Going by the Book     | 바르게 살자      | Periodista                     |                                           |               |
| 2007 | Life Track            | 궤도             | Hyang-sook                     | Coproducción sinocoreana                  | [ 2 ]         |
| 2008 | Crossing              | 크로싱           | Desertora norcoreana           |                                           | [ 14 ]        |
| 2008 | My Dear Enemy         | 멋진 하루        | Eun-jeong                      |                                           | [ 5 ]         |
| 2008 | How to Live on Earth  | 지구에서 사는 법 | Se-ah                          |                                           | [ 15 ]        |
| 2009 | Kimssi Pyoryugi       | 김씨 표류기      | Novia de Kim Seung-geun        | Título español: Kim el Náufrago           | [ 13 ]        |
| 2009 | 19-Nineteen           |                  | Yoo Eun-hye                    |                                           |               |
| 2009 | Wedding Dress         | 웨딩드레스       |                                |                                           |               |
| 2010 | The Yellow Sea        | 황해             | Empleada del Hotel Do-man      |                                           | [ 16 ]        |
| 2011 | The Apprehenders      | 체포왕           | Periodista de YTN              | Aparición especial                        |               |
| 2011 | Head                  | 헤드             | Mujer de Baek Jeong            |                                           |               |
| 2011 | Silenced              | 도가니           | Intérprete de lengua de signos |                                           | [ 17 ]        |
| 2012 | Modern Family         | 가족시네마       | Ah-reum                        | Película colectiva. Parte In Good Company |               |
| 2014 | My Dictator           | 나의 독재자      | Enfermera                      |                                           | [ 4 ]         |
| 2014 | Gangnam Blues         | 강남 1970        |                                |                                           | [ 18 ]        |
| 2015 | Por encima de la ley  | 베테랑           | Mujer del conductor Bae        |                                           | [ 19 ]        |
| 2016 | Gokseong              | 곡성             | Mujer de Jong-goo              |                                           | [ 2 ] [ 3 ]   |
| 2016 | The Soup              | 식구             | Ae-sim                         |                                           | [ 20 ] [ 21 ] |
| 2016 | The End of April      | 사월의 끝        | Oficial Park                   |                                           | [ 22 ]        |
| 2017 | Control               | 컨트롤           | Fiscal Yoo                     |                                           | [ 23 ]        |
| 2018 | Alta sociedad         | 상류사회         | Fiscal Jo Yeong-seon           |                                           |               |
| 2019 | A History of Jealousy | 질투의 역사      | Jin-sook                       |                                           | [ 12 ]        |
| 2020 | Crazy Romance         | 가장 보통의 연애 | Mi-yeong                       |                                           | [ 24 ] [ 25 ] |
| 2020 | Península             | 반도             | Hermana de Jeong-seok          |                                           | [ 26 ]        |

### Series de televisión
| Año  | Título                                 | Papel                              | Canal   | Notas                                             | Ref.          |
| ---- | -------------------------------------- | ---------------------------------- | ------- | ------------------------------------------------- | ------------- |
| 2007 | Behind the White Tower                 | Yoo Mi-ra                          | MBC     |                                                   | [ 6 ]         |
| 2009 | Queen Seon-deok                        | Chica en la boda                   | MBC     |                                                   |               |
| 2009 | The Queen Returns                      | Yoo Eun-hye                        | KBS2    |                                                   |               |
| 2010 | Dong Yi                                | Geum-hong                          | MBC     |                                                   |               |
| 2010 | Drama Special - Last Flashman          | Dong-cheol                         | KBS     |                                                   |               |
| 2011 | Special Affairs Team TEN               | Im Yoo-kyeong                      | OCN     |                                                   | [ 27 ]        |
| 2012 | How Long I've Kissed                   | Yoon Mi-rae                        | jTBC    |                                                   | [ 28 ]        |
| 2014 | Secret Love Affair                     | Ahn Se-jin                         | jTBC    |                                                   | [ 7 ]         |
| 2015 | Heard It Through the Grapevine         | Min Joo-yeong                      | SBS     |                                                   | [ 29 ]        |
| 2015 | The Village: Achiara's Secret          | Kang Joo-hee                       | SBS     |                                                   | [ 8 ]         |
| 2016 | Neighborhood Lawyer Jo Deul-ho         | Choi Ah-rim                        | KBS     |                                                   | [ 30 ]        |
| 2016 | Entourage                              | Jo Tae-yeong                       | tvN     |                                                   | [ 31 ]        |
| 2017 | Papá está extraño                      | Lee Bo-mi                          | KBS2    |                                                   | [ 32 ]        |
| 2017 | While You Were Sleeping                | Do Geum-sook                       | SBS     | Aparición especial                                | [ 33 ]        |
| 2018 | Goodbye to Goodbye                     | Madre de Jeong Hyo                 | MBC     | Aparición especial                                | [ 34 ] [ 35 ] |
| 2018 | Something in the Rain                  | Seo Kyung-Sun                      | JTBC    |                                                   | [ 36 ]        |
| 2018 | Big Forest                             | Chae-wook                          | tvN     | Aparición especial                                | [ 37 ]        |
| 2018 | Cirujanos de corazón                   | Kang Eun-sook                      | SBS     |                                                   | [ 38 ]        |
| 2019 | Touch Your Heart                       | Yang Eun-ji                        | tvN     |                                                   | [ 11 ]        |
| 2019 | La vida secreta de mi secretaria       | Lee Eul-wang                       | SBS     |                                                   | [ 39 ]        |
| 2019 | Welcome 2 Life                         | Bang Yeong-sook                    | MBC     |                                                   | [ 40 ]        |
| 2019 | Aterrizaje de emergencia en tu corazón | Hyeon Myeong-soon                  | tvN     |                                                   | [ 41 ]        |
| 2020 | The Game: Towards Zero                 | Yoo Ji-won                         | MBC     |                                                   | [ 42 ]        |
| 2021 | Finding a Child                        | Kang Mi-ra                         | JTBC    | Drama Festa: dos ep. emitidos el 22 y 23 de marzo | [ 43 ]        |
| 2022 | Las inclemencias del amor              | Lee Hyang-rae                      | JTBC    |                                                   | [ 44 ]        |
| 2022 | Grid                                   | Choi Sun-wool                      | Disney+ |                                                   | [ 44 ]        |
| 2023 | Shin, abogado de divorcios             | Ji-eun                             | jTBC    | Aparición especial, ep. 3, 5, 6.                  | [ 45 ]        |
| 2024 | El romance de medianoche en hagwon     | Choi Ji-eun                        | tvN     |                                                   | [ 46 ]        |
| 2024 | The Auditors                           | Esposa del subdirector Kim Man-soo | tvN     | Aparición especial, ep. 10                        |               |
| 2025 | La isla del tesoro                     | Seok Soo-kyung                     | SBS     |                                                   | [ 47 ]        |
| 2025 | The Art of Negotiation                 | Jeong Bon-ju                       | JTBC    |                                                   | [ 48 ] [ 49 ] |

## Premios y nominaciones
| Año  | Premio                         | Categoría                                               | Papel                         | Resultado | Ref.   |
| ---- | ------------------------------ | ------------------------------------------------------- | ----------------------------- | --------- | ------ |
| 2015 | Premios SBS Acting             | Mejor actriz en miniserie                               | The Village: Achiara's Secret | Nominada  | [ 50 ] |
| 2018 | 6.os Premios Asia Pacific Star | Mejor actriz                                            | Something in the Rain         | Ganadora  | [ 51 ] |
| 2019 | Premios MBC Acting             | Premio a la excelencia, actriz en serie de lunes-martes | Welcome 2 Life                | Nominada  | [ 52 ] |